# Vaires-sur-Marne
Vaires-sur-Marne é uma comuna francesa localizada na região administrativa da Île-de-France, no departamento Sena e Marne. A comuna possui 11 194 habitantes segundo o censo de 1990.